# Манакапуру

Манакапуру на карте штата.

Манакапуру (порт. Manacapuru) — муниципалитет в Бразилии, входит в штат Амазонас. Составная часть мезорегиона Центр штата Амазонас. Входит в экономико-статистический микрорегион Манаус. Население составляет 85 141 человек на 2010 год. Занимает площадь 7330,07 км². Плотность населения — 11,62 чел./км².

## История
Город основан 16 июля 1932 года. 

## Статистика
- Валовой внутренний продукт на 2004 год составляет 231 399 000,00 реалов (данные: Бразильский институт географии и статистики).
- Валовой внутренний продукт на душу населения на 2004 год составляет 2839,00 реалов (данные: Бразильский институт географии и статистики).

## География
Климат местности: экваториальный. В соответствии с классификацией Кёппена, климат относится к категории Am.

## Границы
Муниципалитет граничит:
- на севере —  муниципалитет Нову-Айран
- на северо-востоке —  муниципалитет Ирандуба
- на юго-востоке —  муниципалитет Манакири
- на юге —  муниципалитет Берури
- на западе —  муниципалитет Анаман
- на северо-западе —  муниципалитет Каапиранга

## Демография
Согласно сведениям, собранным в ходе переписи 2010 г. Национальным институтом географии и статистики (IBGE), население муниципалитета составляет:
| Полное население                               | Полное население                               | Полное население                               | Полное население                               | 85 141 |
| ---------------------------------------------- | ---------------------------------------------- | ---------------------------------------------- | ---------------------------------------------- | ------ |
| в том числе:                                   | Городское население                            | 60 174                                         | Процент городского населения, %                | 70,68  |
|                                                | Сельское население                             | 24 967                                         | Процент сельского населения, %                 | 29,32  |
|                                                | Мужское население                              | 43 461                                         | Процент мужского населения, %                  | 51,05  |
|                                                | Женское население                              | 41 680                                         | Процент женского населения, %                  | 48,95  |
| Плотность населения, чел/км²                   | Плотность населения, чел/км²                   | Плотность населения, чел/км²                   | Плотность населения, чел/км²                   | 11,62  |
| Население муниципалитета в % к населению штата | Население муниципалитета в % к населению штата | Население муниципалитета в % к населению штата | Население муниципалитета в % к населению штата | 2,44   |

По данным оценки 2015 года, население муниципалитета составляет 94 175 жителей.

## Важнейшие населенные пункты
| №  | Населённый пункт   | Населённый пункт (порт.) | Категория | Население чел. (2010) | На карте                       |
| -- | ------------------ | ------------------------ | --------- | --------------------- | ------------------------------ |
| 1  | Манакапуру         | Manacapuru               | город     | 60 174                | 3°17′24″ ю. ш. 60°37′35″ з. д. |
| 2  | Жакаре             | Jacaré                   | поселок   | 1033                  | 3°36′09″ ю. ш. 60°48′59″ з. д. |
| 3  | Бела-Виста         | Bela Vista               | поселок   | 948                   | 3°17′47″ ю. ш. 60°26′28″ з. д. |
| 4  | Сакамбу            | Sacambú                  | поселок   | 945                   | 3°16′36″ ю. ш. 60°55′57″ з. д. |
| 5  | Гремиу-ду-Кастанью | Grêmio do Castanho       | поселок   | 602                   | 3°16′01″ ю. ш. 60°54′58″ з. д. |
| 6  | Туйуэ              | Tuiuê                    | поселок   | 579                   | 3°41′38″ ю. ш. 61°03′48″ з. д. |
| 7  | Палестина          | Palestina                | поселок   | 316                   | 3°17′03″ ю. ш. 60°34′56″ з. д. |
| 8  | Ариау              | Ariau                    | поселок   | 295                   | 3°08′03″ ю. ш. 60°22′16″ з. д. |
| 9  | Убин               | Ubim                     | поселок   | 246                   | 3°09′58″ ю. ш. 60°25′55″ з. д. |
| 10 | Сан-Жозе           | São José                 | поселок   | 232                   | 3°17′38″ ю. ш. 60°35′14″ з. д. |